# Marija Ionowa

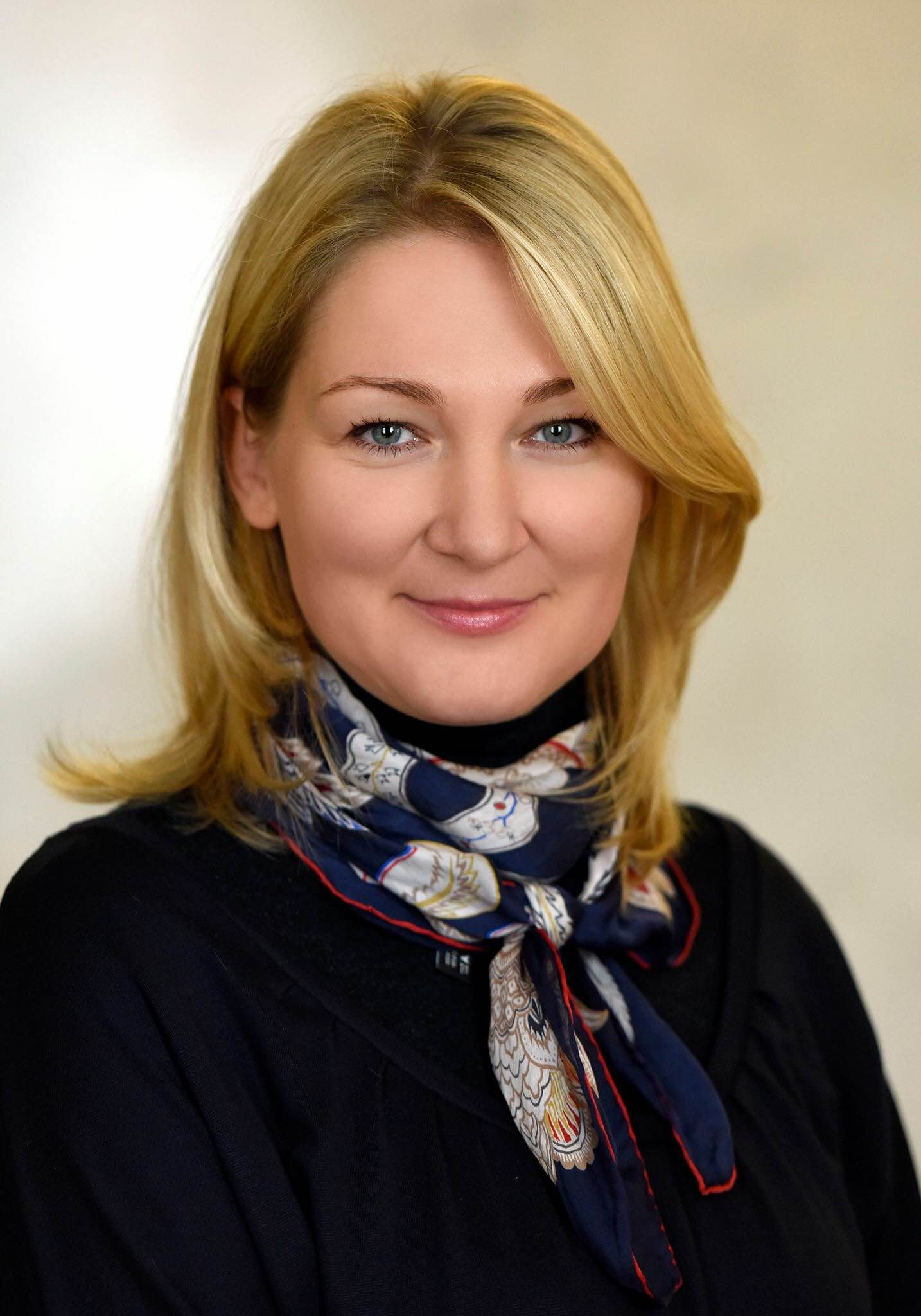
Marija Ionowa (2015)

Marija Mykolajewna Ionowa (ukrainisch Марія Миколаївна Іонова, * 31. Mai 1978 in Kiew), ist eine ukrainische Politikerin der Partei Block Petro Poroschenko.

## Biografie
Marija Mykolajewna Ionowa wurde am 31. Mai 1978 in Kiew geboren. Im Jahr 1999 schloss sie ihr Versicherungsmanagementstudium an der Nationalen Wadym-Hetman-Wirtschaftsuniversität Kiew ab und arbeitete danach als Managerin der Firma Apifarm UK Limited. Im Jahr 2000 absolvierte sie ihr Studium der Außenwirtschaftslehre an der Internationalen Technischen Universität Kiew. Ab Dezember 2001 arbeitete sie als stellvertretende Direktorin der Firma BM-2000 in Kiew. Ab Mai 2005 war sie als Beraterin des Präsidenten der Ukraine tätig. Von Dezember 2005 bis August 2006 war sie Fachberaterin der diplomatischen Protokollabteilung des Sekretariats des Präsidenten der Ukraine. Von 2008 bis 2012 war sie als Mitglied der Partei Block Vitali Klitschko (aus der später die UDAR hervorging) Abgeordnete des Kiewer Stadtrats.
Bei der Parlamentswahl in der Ukraine 2012 war Ionowa auf Listenplatz 16 der Partei UDAR und wurde als Abgeordnete in die Werchowna Rada gewählt, wo sie zur Vorsitzenden des parlamentarischen Komitees für internationale Kooperation ernannt wurde. Anfang Februar 2013 beteiligte sich Ionowa an einer Aktion der Opposition, bei der die Tribüne und das Präsidium des ukrainischen Parlaments blockiert wurde.
Am 16. Januar 2014 musste Ionowa aufgrund eines körperlichen Übergriffs durch den Abgeordneten Wolodymyr Malyschew von der Partei der Regionen ins Krankenhaus geliefert werden. Bei der Parlamentswahl in der Ukraine 2014 war Ionowa auf Listenplatz 23 der Partei Block Petro Poroschenko.
Ionowa ist verheiratet und hat eine Tochter.